# Ахбариты
Ахбариты (араб. اخباري‎, аль-ахбариййун) — направление в шиизме двенадцати имамов, возникшее в 17 веке н. э. (11 веке хиджры). Ахбариты выступали против использования иджтихада шиитскими муджтахидами, ссылаясь на ряд хадисов в шиитских сборниках. Они также отвергали роль разума в религиозных дисциплинах.
Рассматривая иджтихад (в любом его виде) как абсолютно недозволенную практику, ахбариты запрещают делать таклид кому бы то ни было, кроме Непорочных. Тем самым, они отвергают авторитет муджтахидов и марджи ат-таклид, последователями которых являются миллионы шиитов во всем мире. Точно так же, ахбариты убеждены в невозможности учреждения исламского правления до прихода имама аль-Махди, и рассматривают любую иную власть как не легитимную. Вместе с тем, они сторонятся политики, делая ставку на пассивное ожидание Сокрытого имама.
Оппоненты ахбаритов известны как усулиты, то есть сторонники дисциплины илм аль-усул — науки о рациональных основаниях исламской юриспруденции.

## Основатель
Основателем ахбаритского движения стал Мухаммад Амин Астарабади, учёный-мухаддис, написавший программный труд «Фаваид аль-Маданиййа». В этой книге он подверг критике рационалистические тенденции в шиитском богословии и праве (фикхе), критикуя многих учёных усулитского направления, начиная с шейха ат-Туси, а также взгляды множества философов и мутакаллимов. Так, помимо ат-Туси, под огонь критики Астарабади попали многие другие из ранних шиитских богословов и факихов, которые внесли вклад в формирование усулитской школы: Ибн Аби Акил, Ибн Джунайд, шейх Муфид, сейид аль-Муртаза.

## Критика усулитской школы
Мухаммад Амин Астарабади отвергал усулитский подход, согласно которому у фикха четыре источника:
1. Коран;
2. Сунна пророка Мухаммада, Фатимы Захры и двенадцати имамов;
3. Аль-иджма;
4. Акль.

Астарабади считал, что лишь Сунна (в её расширенном шиитском понимании) может служить аутентичным источником фикха для шиитов. Он полагал, что никто не вправе напрямую обращаться к Корану и толковать его, потому что это исключительная прерогатива Непорочных — пророка Мухаммада и двенадцати имамов. Поэтому шиитские факихи должны апеллировать к их хадисам. Что касается Корана, то источником правовых норм могут служить лишь те его части, к которым в хадисах сохранился тафсир. Более того, Астарабади поднимал вопрос и об искаженности существующей версии Корана, в то время как усулитские шиитские богословы не принимают тезиса о наличии искажений в кораническом тексте.
Основатель ахбаризма также отрицал легитимность такого источника, как иджма, считая, что усулиты заимствовали её у суннитов. Он также не признавал авторитета разума в религии и фикхе.
Астарабади отвергал науку о хадисах, также считая её нововведением суннитского происхождения. Он жёстко критиковал Алламе Хилли за то, что он классифицировал хадисы на достоверные (сахих), документально подтверждённые (мувассак), хорошие (хасан) и слабые (да’иф). Астарабади выступал против науки илм ар-риджал, то есть изучения биографий передатчиков хадисов с целью проверки их надёжности.
Мухаммад Амин Астарабади категорически не признавал легитимность иджтихада, поскольку эта практика критикуется в хадисах двенадцати имамов (в то время как усулиты убеждены, что с тех пор термин изменил своё значение и не обозначает больше той практики, которая запрещена в этих хадисах).

## Сенсуализм Астарабади
Негативное отношение Астарабади к усулизму и шариатским наукам, которые развивались в его лоне, равно как и к использованию рациональных (акли) методик и иджтихада, было продиктовано его философскими воззрениями, которые многие исследователи считают близкими сенсуализму Джона Локка.
Так, Астарабади не признавал за разумом компетенции в сфере религии, метафизики и в области сверхчувственного. Он считал ощущения и эмпирический опыт источниками знания, первичными по отношению к последующему рациональному осмыслению чувственного опыта. Астарабади ограничивал сферу полномочий разума математикой, которая зиждется на аксиомах, и естественными науками, в основе которых лежит эксперимент и наблюдение за природными явлениями.

## Ахбаризм в современном мире
В настоящее время приверженцы ахбаризма проживают преимущественно в Пакистане, Индии, Ираке, странах Персидского Залива. Однако исторически ахбаризм уступил усулизму и интеллектуально, и политически, и по численности последователей.